# Systolederus abbreviatus
Systolederus abbreviatus är en insektsart som beskrevs av Shishodia 1991. Systolederus abbreviatus ingår i släktet Systolederus och familjen torngräshoppor. Inga underarter finns listade i Catalogue of Life.